# 497

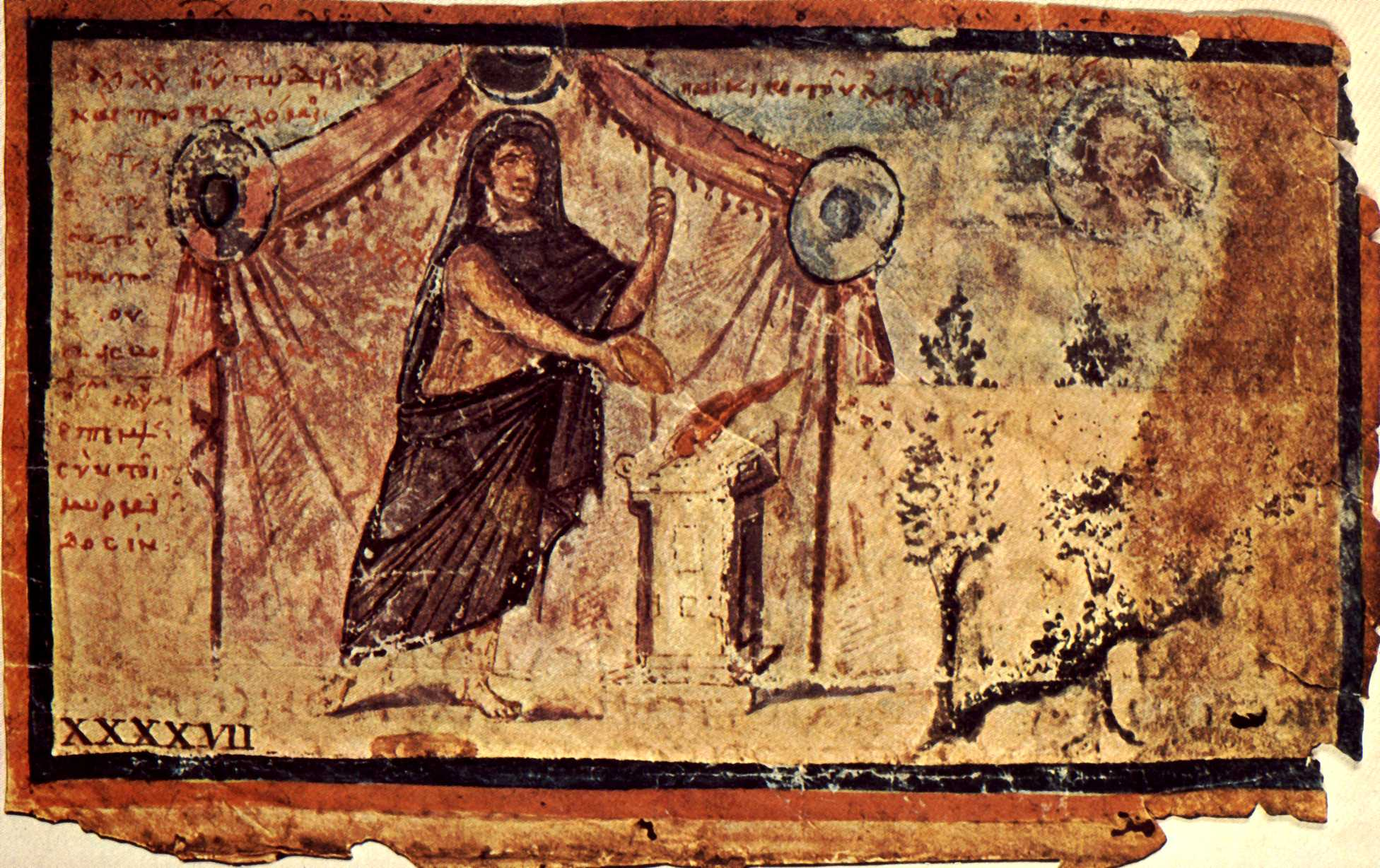
Achilles brengt een offerande aan Zeus (Ambrosiaanse Ilias)

Het jaar 497 is het 97e jaar in de 5e eeuw volgens de christelijke jaartelling.

## Gebeurtenissen

### Europa
- Alarik II maakt een einde aan de opstand van Burdunellus in Visigotisch Spanje.
- Sigismund, oudste zoon en troonopvolger van de Bourgondische koning Gundobad, wordt tegen de wil van zijn vader gedoopt en bekeerd tot het christendom door bisschop Avitus van Vienne.

## Geboren
- Chlotarius I, koning van de Franken (overleden 561, geboortejaar onzeker)